# Карл фон Шпрунер
 Карл фон Шпрунер  (нім. Karl von Spruner; (1803 - 1892 рр.) – німецький  картограф та географ, вчений. 

## Видавнича діяльність
− 	
Був автором численних карт, більшість яких були опубліковані в німецьких історичних атласах. Першим плодом його нукових досліджень були статті в "Mitheilungen des historischen Vereins f ü r Oberfranken", потім праці "Bayerns Gaue" (Бамберг, 1831), "Gaukarte des Herzogtums Ostfranken" (Бамберг, 1835). Першим його картографічним твором був «Historischer Atlas von Bayern» («Історичний атлас Баварії»), опублікований в 1838 р. Головні праці Карла Шпрунера: I-а  — «Dr. K. von Spruner's Historisch-Geographischer Schul-Atlas» (1-е видання – 1856 р., 2-е – 1860 р., 3-є – 1865 р., 4-е – 1866 р., 5-е – 1869 р., 1870 р., 6-е – 1871 р., 7-е – 1873 р., 1874 р., 8-е – 1875 р., 9-е – 1877 р., 10-е – 1880 р., 1890 р.); II-а —посібник для вивчення давньої історії – «Atlas antiquus» (1-е видання 1850 р. (27 карт), 2-е видання 1855 р., 1860 р., 3-є видання, опрацьовано Генріхом Теодором Менке (Гота, 1865 р.), 4-е видання «v. Spruner-Sieglin, Hand-Atlas zur Geschichte des Altertums, des Mittelalters und der Neuzeit.  I. Abteilung:  Atlas Antiquus  Atlas zur Geschichte des Altertums. 34 kolorierte Karten in Kupferstich enthaltend 19 Übersichtsblätter, 94 historische Karten und 73 Nebenkarten. Entworfen und bearbeitet von Dr. Wilhelm Sieglin. Erscheint in 8 Lieferungen (6 Lieferungen mit 4 Karten u. 2 Lieferungen mit 5 Karten) zum Preise von je 2 Mark 50 Pf. Nach Erscheinen der letzten Lieferung wird den Abonnenten ein vollständiges Namenverzeichnis zum Atlas Antiquus für einen mäßigen Preis zur Verfügung gestellt. Zur Abnahme desselben ist kein Abonnent verpflichtet. 2 Lieferung.  Inhalt: Gotha: Justus Perthes» (1893-1909 рр.); III-а  — «Atlas zur Geschichte Asiens, Afrikas, Amerikas und Australiens» (Гота; 1853 р. (12 сторінок, 18 карт), 1855 р., 1868 р.);  IV-а  —  «Dr. Theodor Menke. Bible Atlas in eight map sheets. 1868.  Gotha: Justus Perthes». Середньовічна та нова історія висвітлена у атласі — «K von Sprunerʹs Historisch-geographischer Schul-Atlas des Gesamtstaats Österreich von den ältesten bis auf die neuesten Zeiten. (1860)». Більшість його атласів були опубліковані фірмою «Justus Perthes». .  . 

## Україна та українці на картах Карла фон Шпрунера
КАРТИ: 
- 1846 р.  “Europa am Ende des XIVten Jahrhundert's” (Європа наприкінці XIV ст.);
- 1846 р.  “Europa in der Mitte des XVIten Jahrhundert's. Zeitraum der Reformation und der Übermacht des Hauses Habsburg”  (Європа в середині XVI ст. ...);
- 1846 р. “Europa während des XXX jaehrigen Krieges und bis zur Zersplitterung der grossen spanischen Monarchie, 1700” (Європа під час XXX-річної війни й до розколу Великої іспанської монархії 1700);
- 1846 р.  “Europa im XVIIIten Jahrhundert, bis zum Ausbruche der französischen Revolution” (Європа у 18 ст., аж до спалаху Французької революції);
- 1846 р.  “Europa von 1789 bis 1815; Zeitalter Napoleons” (Європа з 1789 по 1815 рік; Наполеонівська епоха);
- 1846 р.  “Polen und Litthauen unter den Jagjellonen. 1386-1572” (Польща та Литва під час Ягеллонів. 1386–1572);
- 1846 р. “Polen bis zu seinem Untergange 1795” (Польща до її поділів у 1795);
- 1846 р. “Das Russische Reich nach seiner allmaehlichen Vergrösserung” (Російська імперія після її поступового розширення);
- 1846 р.  “Das Türkische Reich mit seinen Schutzstaaten nach seiner grössten Ausdehnung im XVII. Jahrhundert” (Турецька імперія з її захопленими державами після її найбільшої експансії в XVII ст.);
- 1846 р.  «Die Länder an der untern Donau vom V ten. bis in das X te Jahrhundert» (Країни нижнього Дунаю з 5 до 10 століття);
- 1846 р.  «Europa im Anfange des VI. Jahrhundert's» (Європа на початку VI ст.);
- 1846 р.   «Europa zur Zeit Carl's des Grossen» (Європа під час Карла Великого) та ін. [5].